# Cançó infantil
Una cançó infantil és una cançó popular enfocada als nens i joves. Les lletres solen ser-ne molt senzilles i repetitives, perquè sigui més fàcil de memoritzar. Aquestes cançons han anat passant per via oral, com les nadales, per això solen tenir diverses versions. És una manera d'introduir als infants en el món de la música i contribueix al desenvolupament de la localització auditiva, cerebral i del reforçament de les emocions, i sovint van acompanyades de dramatitzacions.
Els cants infantils són una activitat en la qual els nens, ja sigui jugant o cantant diferents melodies amb temes variats, amplien els seus coneixements. Això és degut a la gran diversitat de temàtiques que existeixen en el món de la música. Els nens prenen les paraules com una joguina i, per tant, és una eina per aprendre jugant. Per exemple ajuden a introduir conceptes bàsics com els números, els colors, objectes de la vida quotidiana i animals.
Una altra qualitat de la cançó infantil és el seu efecte relaxant que és notable en els infants. Quan tenen son, cantar-li una cançó, com per exemple una nana, és un molt bon recurs per calmar-los.
La llengua catalana és força rica quant a cançons populars d'aquest tipus. Solen aparèixer-hi éssers fantàstics i mitològics, com bruixes (Plou i fa sol) i gegants (El gegant del pi). També és molt comuna l'aparició d'animals (Cargol, treu banya; L'elefant amb bicicleta; El gall quiquiriquí; A la vora del camí). També existeix un gran nombre de cançons relacionades amb el temps, els esdeveniments atmosfèrics (Plou i fa sol; Sol, solet; La lluna, la pruna; Ara plou, ara neva).

## Tipus

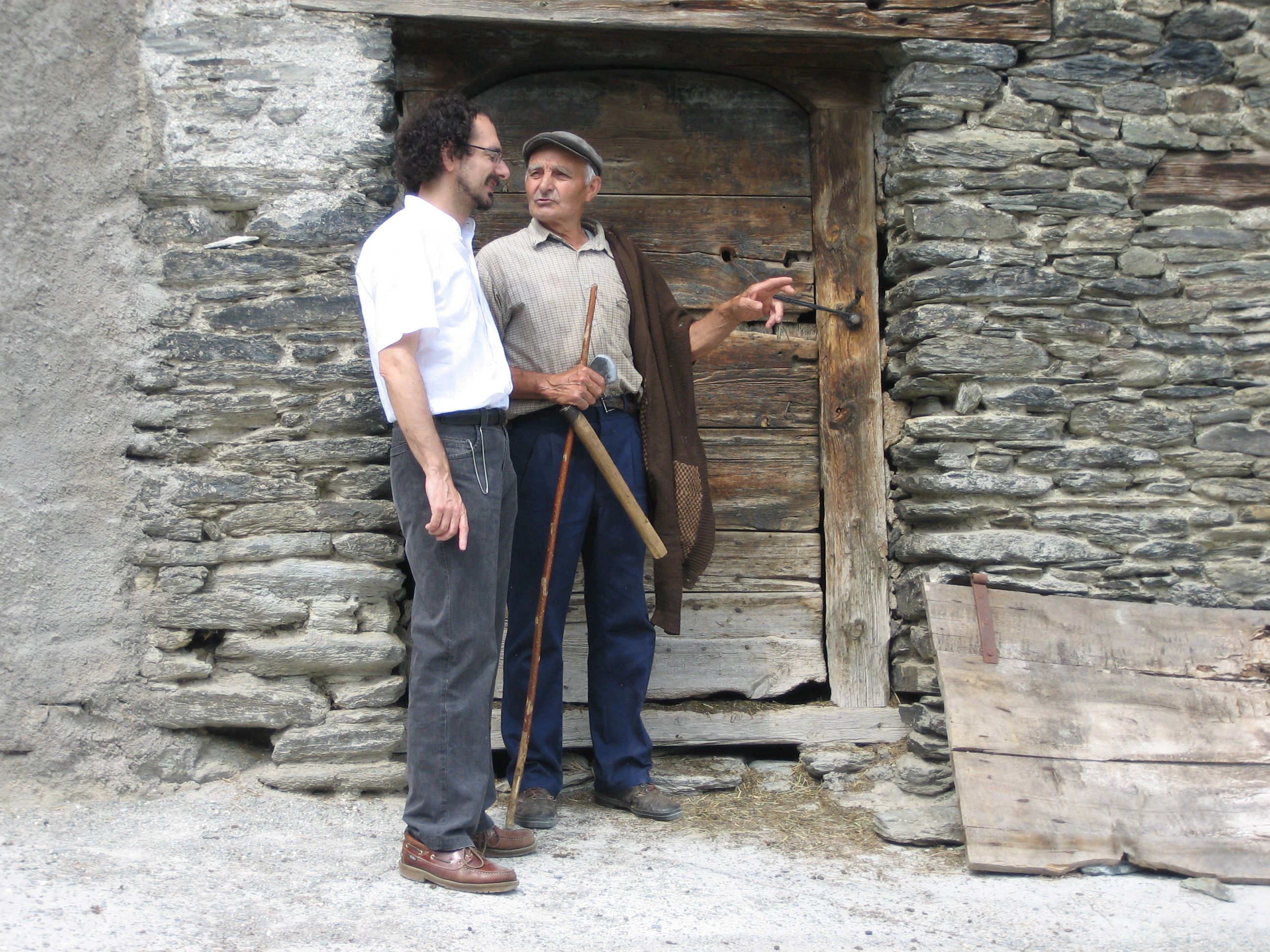
Jaume Ayats conversa con el cantador Joan Ros de casa Cabiró de Arestui

Encara que no son molts els estudis sobre aquests cants Jaume Ayats, reconegut musicòleg i professor a la ESMUC a Barcelona, els observà des del punt de vista de les relacions socials i altres activitats d'anàloga naturalesa on té lloc l'acte comunicatiu.
D'acord amb aquest autor, com explica en el seu llibre Història de la Música Catalana, Valenciana i Balear, vol. VI, se centra en tres categories principals d'aquest tipus de cançons segons les variables observades: les tirallongues de parelles, les cançons de triar i les cançons de picar.

### Tirallongues de Parelles
Les tirallongues de parelles estan formades per parelles de versos que tenen el mateix nombre de síl·labes i rimen entre si mentre que la melodia generalment gira entorn de tres notes. Així i tot, aquesta categoria funciona com a agrupament de tot un conjunt d'estructures amb trets comuns. D'aquesta manera Ayats proposa el següent exemple:
Aquí podem observar el model abans mencionat de tres notes repetides, és a dir, Sol-La-Sol amb una anacrusa del Mi i els versos del mateix nombre de síl·labes, rimant entre ells.

### Cançons de triar
Les cançons de triar són la següent categoria estudiada en aquest volum. Per la seva part, representen un context que generalment tothom ha viscut en aquestes etapes primerenques de la vida. Aquest tipus de cançó serveix per a una activitat molt concreta; per a estriar en un grup d'infants qui serà el que durà a terme una de les funcions del joc, normalment la més farragosa. Per això es cantarà una melodia senzilla amb un ritme clar i s'anirà senyalant amb el dit al seu compàs per aturar en quan acaba la música. En la teoria pareix quelcom molt senzill i clar mes en realitat des d'un punt de vista emic, és a dir, vist des dels ulls dels mateixos que desenvolupen l'activitat social, sabem que està ple d'ardits en el qual el líder, que és qui normalment duu a terme la tria, pot tergiversar les regles d'aquesta metodologia canviant la durada de la música per a cada síl·laba o fins i tot afegir fragments al final si per casualitat tocàs a qualcun dels seus amics acabant sempre elegit el més marginat del grup. És clar que de qualque manera s'han d'amagar aquestes estratègies perquè el líder pugui seguir seleccionant qui encarna cada rol. Així, podem observar trets comuns a la majoria de cançons de triar com la seva temàtica fantàstica o absurda, que captivaria la imaginació i desviaria l'atenció dels altres nens i nenes que no coneguessin bé la lletra. Per això, quan el grup ja es comença a familiaritzar amb la cançó, el líder s'encarrega de cercar-ne un altre per tal de seguir amb les seves mangarrufes.

### Cançons de picar
Per acabar, trobem les cançons de picar serveixen als nens per demostrar les seves capacitats psicomotrius presentant un repte per a la seva interpretació. Es fan en parelles i es canten cançons amb una lletra de caràcter fantàstic o absurd, com és habitual en aquestes músiques, picant amb les mans un ritme a l'uníson amb l'altre. És un joc molt habitual entre els infants d'entre 6 i 10 anys sent més comú en les nenes que en els nens i aporta prestigi i honor enfront els companys per a qui és capaç de picar amb una certa rapidesa. Com ja hem esmentat abans serveix per demostrar les seves capacitats de reacció i motrius ja que representa un repte de coordinació amb un mateix i amb la parella tant en la recitació del text junt amb el ritme i la melodia i la gesticulació corporal que l'acompanya. A més, la temàtica de la seva lletra acostuma a ser problemàtica, absurda o fantàstica i per tant, atractiva als ulls dels petits.
Aquesta última categoria, definitivament desmenteix el mite mencionat abans de la simplicitat de les cançons d'infants enfront la superior complexitat de les músiques d'adult, (que sovint s'assemblen, com per exemple els cants de manifestació o els de les festes) ja que en aquesta categoria trobam polirítmies d'una gran complexitat com no es troben a cap altre context popular de cants d'adult com Ayats recorre a les sèries de cinc gestos damunt un ritme binari d'algunes d'aquestes cançons de picar.